# Paranemertes plana
Paranemertes plana är en djurart som tillhör fylumet slemmaskar, och som beskrevs av Jirô Iwata 1957. Paranemertes plana ingår i släktet Paranemertes och familjen Emplectonematidae. Inga underarter finns listade i Catalogue of Life.